# دينار جزائري
الدينار الجزائري، هو الوحدة الأساسية لعملة الجزائر ورمز من رموز الجمهورية الجزائرية وينقسم إلى 100 سنتيم، وتمّ طرحه للتداول أول مرة سنة 1964م.

## أصل التسمية
يعود أصل تسمية الدينار إلى العملة الرومانية ديناريوس، والتي قام الخليفة الأموي عبد الملك بن مروان بتعريبه وضربه في حمص خلال فترة حكمه. أما استعمال السنتيم فهو من العملة الفرنسية بسبب الاحتلال الذي دامَ طويلًا وَصارَ السنتيم من الأمر الواقِع.

## تاريخ

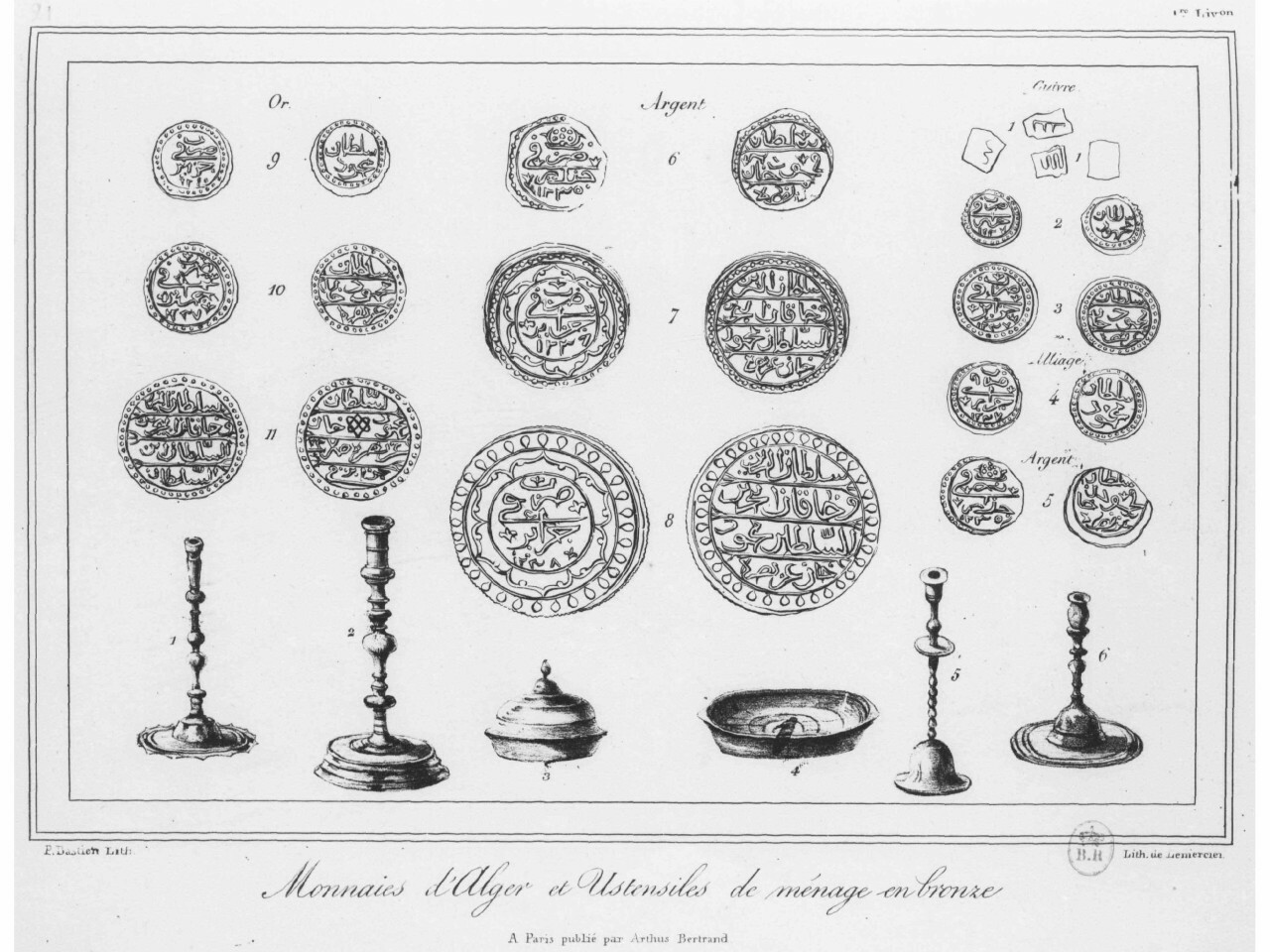
نقود جزائرية من العهد العثماني

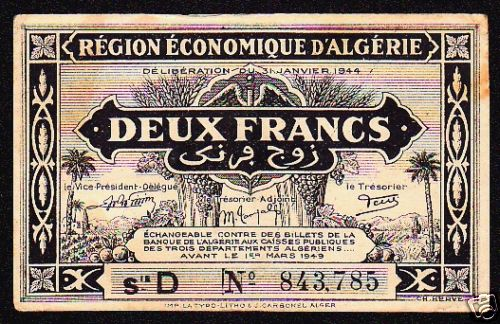
الفرنك الجزائري 1944

طُرح الدينار الجزائري عام 1964 للتداول بدلاً من الفرنك الجزائري عملة رسمية، واستمرت الجزائر عضوا في منطقة الفرنك الفرنسي، وعند تعويم الدولار الأمريكي في عام 1971، أبقت الجزائر على صلتها بالفرنك ولم يتغير المحتوى الذهبي للدينار مما رفع سعره مقابل الدولار، لكن صلة الدينار بالفرنك الفرنسي قُطعت، وحاليا يتحدد سعر الدينار بربطه بسلة عملات مختلفة يختارها البنك المركزي الجزائري، وفي الفترة الأخيرة صار الدينار الجزائري ينخفض أمام الدولار الأمريكي بمتوسط سنوي قدره 25% طبقًا لتقارير صندوق النقد العربي وما زالت هناك قيود على التعامل بالعملات الأجنبية طبقًا لنفس المصدر السابق.
أوراق خمسة دنانير كانت تحمل في الوجه صورة (صقر) وفي الظهر صورة قطيع من الغنم، أما ورقة 10 دنانير فكانت تحمل صورة طائر اللقلق في الوجه الأمامي وأخرى لمئذنة في الواجهة الخلفية، أما ورقة خمسين ديناراً فطبع على وجهيها صورة غزالة والهضاب العليا ومهاري الجمال، وعلى ورقة 100 دينار طبعت صورة رصيف ميناء مع بواخر راسية ومبنى مطل على البحر.
أما أول القطع النقدية فكانت سبع مقسمة إلى سنتيمات إلى غاية وحدة الدينار التي شرع في التداول بها في 12 جويلية 1965 وكانت القطع تحمل رموز الدولة الجزائرية، أما الأوراق فكانت تحمل بالشريط المعدني صورة للأمير عبد القادر مؤسس الدولة الجزائرية الحديثة.
ورقة من رسم أيسياخم تتحول إلى تحفة حقيقية شهدت عشرية 1970 - 1979 إصدار أجمل الأورق النقدية الجزائرية ومنها ورقة خمسة دنانير التي رسمها الرسام الجزائري محمد إيسياخم، وقد أكد إطارات (دار النقد) لوكالة الأنباء الجزائرية على هامش المعرض أن تلك الورقة كانت تحفة حقيقية حصلت على جوائز في العديد من المعارض الدولية، تلك الورقة الملونة بالأزرق والأصفر الأمغر كانت تحمل رسم محارب من منطقة الهقار، حاملا سيفا ودرعا في الوجه وقرية صحراوية وفنكا في الخلف.
وسجلت نفس العشرية إصدار أوراق أخرى كان لها هي الأخرى تاريخها الخاص بالنسبة للجزائريين وهي أوراق 10 و50 و100 و500 دج كلها كانت تمثل صورا عن مدينة الجزائر والريف الجزائري أو سد أو زربية أو الرجل الترقي وحتى صورا عن الثروة الحيوانية للبلد.
في نفس الفترة تم كذلك إصدار خمس قطع نقدية (من خمسة إلى خمسين سنتيما).
منذ السبعينيات بدأ الدينار الجزائري بأوراقه وقطعه يروي تاريخ مسيرة الإنجازات العظيمة التي حققتها جزائر الاستقلال مع الثورات الصناعية والزراعية والثقافية.
هكذا حملت قطعة 20 سنتيما (1971-1972) وورقة خمسين 1978 التي ضرب عليها رسم راع مع قطيعه ومزارع على جرارته رمزية الثورة الزراعية وإعادة هيكلة الفلاحة الجزائرية على أساس (الأرض لمن يخدمها) ونهاية عهد الإقطاع و(الخماسة) الذي كان يمارسه المعمرون.
تروي ورقة 100 دج الزرقاء 1981 الثورة الاجتماعية التي غيّرت العالم الريفي بصورة فلاح يخدم أرضه، فيما تبرز قطعة 5 سنتيم 1970 رمز أول برنامج رباعي مخصص للتجهيز (1970-1973) كشاهد على الثورة الصناعية وهو نفس الرمز الذي يظهر على قطعة خمسة سنتيم لسنة 1974، أما الثورة الثقافية فلقد تم تخليدها من خلال قطع 50 سنتيما 1971 التي كانت تحمل صورة كتاب وأدوات مدرسية.
في عشريتي 1980-1989 ثم 1990-1999، ظهرت أوراق من فئة 10 و100 و200 دج وقطع من فئة 5 و10 دنانير بالنسبة للفترة الأولى وأوراق 100 و1000 دج في العشرية الثانية، وقد رمزت قطع خمسة سنتيم لسنة1981 للبرنامج الخماسي (1980-1984) وقطع خمسة سنتيم لسنة 1985 للمخطط الخماسي (1985-1989)، وتم ضرب دينار سنتي 1982 و1987 على التوالي للذكرى ال20 وال25 للاستقلال الوطني قبل قطعة 5 دنانير التي خلدت الذكرى ال30 لاندلاع الثورة التحريرية.
تميزت عشرية التسعينيات بإصدار تسع قطع نقدية (من 1 دج إلى 100 دج) مازالت متداولة لحد اليوم، أما ورقة 2000 دج التي صدرت سنة 2011 أكثر الأوراق النقدية تأمينا فتحمل صورة مُدرّج ومجموعة باحثين ونخلة وشجرة زيتون ومقر إقامة ومخطط خاص بالماء في تكريس لجزائر موجهة نحو التنمية الاقتصادية بعد نصف قرن من البناء، وتكريسا لسنة سرد تاريخ الجزائر السائرة على درب العمل والتي انتُهجت منذ استعادة الوطنية تم يوم الاحتفال بالذكرى الخمسين للاستقلال الوطني إصدار قطعة نقدية من فئة 200 دج وهي تحمل رمز هذه الخمسينية.
من ناحية أخرى، أُدرجت ورقة جديدة من فئة 2000 دج في عام 2021 وصدرت ورقة أخرى في نهاية عام 2022، من نفس الفئة مصنوعة من البوليمر، احتفالًا بالذكرى الستين لاستقلال الجزائر، وكذلك لانعقاد الدورة الحادية والثلاثين لقمة جامعة الدول العربية في الجزائر العاصمة.

## الفئات المتداولة

### عملات معدنية متداولة
يعتمد بنك الجزائر الفئات المعدنية التالية:
- 1 دج. (سابقًا)
- 2 دج. (سابقًا)
- 5 دج.
- 10 دج.
- 20 دج.
- 50 دج.
- 100 دج.
- 200 دج.
  - اعتمدت فئة 200 دج سنة 2012 بمناسبة الذكرى الخمسين لعيد استقلال الجزائر [3]

### أوراق نقدية متداولة
- 100 دج (سابقًا)
  - 100 دج لسنة 1992.[4]
  - 100 دج لسنة 1996.[5](تعديلات طفيفة)
- 200 دج
  - 200 دج لسنة 1992.[4]
  - 200 دج لسنة 1996.[6](تعديلات طفيفة)
- 500 دج.
  - 500 دج لسنة 1996.[7]
  - 500 دج لسنة 1998.[8]
  - 500 دج لسنة 2018.[9]
- 1000 دج.
  - 1000 دج لسنة 1992.[4]
  - 1000 دج لسنة 1995.[10](تعديلات طفيفة)
  - 1000 دج لسنة 1998.[11]
  - 1000 دج لسنة 2018.[12]
- 2000 دج
- 2000 دج لسنة 2011.[13]
- 2000 دج لسنة 2020.[14]
- 2000 دج لسنة 2022.[2][15]

### عملات معدنية منقرضة
- 1 سنتيم.
- 2 سنتيم.
- 5 سنتيم.
- 10 سنتيم.
- 20 سنتيم.
- 50 سنتيم.

### أوراق نقدية مسحوبة
- 10 دج.
- فئة 10 دج لسنة 1983 (سُحبت نهائيًا في 31 ديسمبر 2014 وهي قابلة للاستبدال فقط على مستوى وكالات بنك الجزائر لغاية 31 ديسمبر 2024) [16]
- 20 دج.
- صنف 20 دج لسنة 1983 (سُحبت نهائيًا في 31 ديسمبر 2014 وهي قابلة للاستبدال فقط على مستوى وكالات بنك الجزائر لغاية 31 ديسمبر 2024)[16]
- 50 دج.
- 100 دج.
  - فئة 100 دج لسنتي 1981 و1982 (سُحبت نهائيًا في 31 ديسمبر 2014 وهي قابلة للاستبدال فقط على مستوى وكالات بنك الجزائر لغاية 31 ديسمبر 2024)[16]
- فئة 200 دج لسنة 1983(سُحبت نهائيًا في 31 ديسمبر 2014 وهي قابلة للاستبدال فقط على مستوى وكالات بنك الجزائر لغاية 31 ديسمبر 2024)[16]

## معرض الصور

ورقة نقدية بقيمة ألف دينار جزائري (1992 — حتى الآن)

## وصلات خارجية
- الموقع الرسمي لبنك الجزائر
- شاهد وثائقي رائع من قناة عربية عن الدينار الجزائري عملة لها تاريخ وأصالة